# Bolbitis semipinnatifida
Bolbitis semipinnatifida är en träjonväxtart som först beskrevs av Fée, och fick sitt nu gällande namn av Arthur Hugh Garfit Alston. Bolbitis semipinnatifida ingår i släktet Bolbitis och familjen Dryopteridaceae. Inga underarter finns listade.